# 120-й истребительный авиационный полк ПВО
120-й истребительный авиационный полк  (120-й иап ПВО) — воинская часть авиации ПВО, принимавшая участие в боевых действиях Великой Отечественной войны.

## Наименования полка
За весь период своего существования полк несколько раз менял своё наименование:
- 120-й истребительный авиационный полк;
- 120-й истребительный авиационный полк ПВО;
- 12-й гвардейский истребительный авиационный полк ПВО;
- Полевая почта 35470.

## Создание полка
120-й истребительный авиационный полк ПВО начал своё формирование 24 октября 1940 года в ВВС Московского военного округа в городе Клин на самолётах И-153. Летным составом укомплектован за счёт молодых лётчиков выпуска 1940 года из Батайской, Каменской, Качинской, Чкаловской, Чугуевской и Одесской военных авиационных школ. Закончил своё формирование и вошёл в боевой состав ВВС Московского военного округа  31 декабря 1940 года.

## Переформирование полка
120-й истребительный авиационный полк ПВО «За образцовое выполнение боевых задач и проявленные при этом мужество и героизм» 7 марта 1942 года Приказом НКО СССР № 70 от 07.03.1942 года преобразован в 12-й гвардейский истребительный авиационный полк ПВО.

## В действующей армии
В составе действующей армии:
- с 22 июня 1941 года по 7 марта 1942 года, всего — 185 дней

## Командиры полка
- подполковник Девотченко, Иван Георгиевич, с 1 января 1941 года по 2 июля 1941 года
- майор Писанко Александр Степанович, со 2 июля 1941 года по 6 марта 1942 года
- майор, подполковник Маренков Константин Васильевич, с 6 марта 1942 года по 31 декабря 1945 года

## В составе соединений и объединений
| 31.12.1940 г. | Московский военный округ Московская зона ПВО\|\| | ВВС Московского военного округа           |                                 | 24-я истребительная авиационная дивизия |                                         | И-153 |  |
| 22.06.1941 г. | Московский военный округ Московская зона ПВО     |                                           | ВВС Московского военного округа | | 24-я истребительная авиационная дивизия | И-153 |  |
| 06.07.1941 г. | Московская зона ПВО                              | 6-й истребительный авиационный корпус ПВО |                                 | И-153 |                                         |       |  |
| 26.07.1941 г. | Московская зона ПВО                              | 6-й истребительный авиационный корпус ПВО |                                 | Одержана первая известная воздушная победа полка в Отечественной войне: младший лейтенант Кохан Т. П., на И-153 в воздушном бою в районе Волоколамска сбил немецкий бомбардировщик Ju-88 |                                         |       |  |
| 30.07.1941 г. | Московская зона ПВО                              | 6-й истребительный авиационный корпус ПВО |                                 | Полк переформирован по штату 015/134. Из состава полка выделено 34 экипажа на формирование 121-го иап, ещё 15 экипажей направлены на пополнение 177-го иап.                              |                                         |       |  |
| 01.09.1941 г. | Московская зона ПВО                              | 6-й истребительный авиационный корпус ПВО |                                 | Полк начал получать [МиГ-3], вооружена 1 аэ |                                         |       |  |
| 19.01.1942 г. | Московская зона ПВО                              | 6-й истребительный авиационный корпус ПВО |                                 | Полк переформирован по штату 015/174 (одна аэ на МиГ-3, вторая на И-153). 23 самолёта И-153 и 6 лётчиков передано на укомплектование 810-го иап.                                         |                                         |       |  |
| 07.03.1942 г. | Московская зона ПВО                              | 6-й истребительный авиационный корпус ПВО |                                 | Полк За образцовое выполнение боевых задач и проявленные при этом мужество и героизм приказом НКО СССР преобразован в гвардейский                                                        |                                         |       |  |

## Участие в боевых действиях
Полк осуществлял прикрытие города и военных объектов Москвы с воздуха, помимо выполнения задач ПВО, вылетал на прикрытие своих войск, штурмовку войск противника, действуя в интересах командования фронтов. Базировался на аэродроме в Алферово (Москва). В октябре 1941 года для поддержки наземных войск лётчики полка ежедневно с базового аэродрома перебазировались в Инютино (недалеко от Наро-Фоминска), оттуда выполняли по два боевых вылета и поздним вечером возвращались в Алферьево. Протяжённость маршрута составляла более 400 км.

## Статистика боевых действий
За 1941 и 1942 годы полк в воздушных боях сбил:
| Всего за 1941—1942 гг. | Сбито самолётов в воздухе в 1941 году | Сбито самолётов в воздухе в 1942 году |  |
| ---------------------- | ------------------------------------- | ------------------------------------- |  |
| 41                     | 20                                    | 21                                    |  |

Свои потери за годы войны:
| Потеряно самолётов, всего | Погибло лётчиков в воздушных боях | Не боевые потери |  |
| ------------------------- | --------------------------------- | ---------------- |  |
| 37                        | 25                                | 10               |  |